# HD 224693 b
HD 224693 b es un planeta extrasolar que orbita la estrella HD 224693, en la constelación de Cetus. Su periodo orbital es de 27 días y su masa es el 71% de la de Júpiter. 
El planeta HD 224693 b fue bautizado Xólotl. El nombre fue seleccionado en la campaña NameExoWorlds de México, durante el 100 aniversario de la IAU. Xólotl es una deidad azteca asociada con la estrella vespertina (Venus).